# Cavaliers de Nikki
Cavaliers de Nikki is een Beninese voetbalclub uit de stad Nikki. Ze spelen momenteel in de Premier League, de hoogste voetbaldivisie van Benin.